# Акіра (манґа)
Акіра (яп. アキラ) — науково-фантастична манґа, створена Кацухіро Отомо. Спочатку випускалася в журналі Young Magazine з 1982 по 1990 роки, а пізніше була видана в шести томах видавництвом Kodansha. У 1988 році по манзі був знятий однойменний анімаційний фільм, режисером якого виступив автор. Сюжет аніме був укорочений, але багато сцен і сеттинг були збережені.
Малюнок манги був визнаний видатним і вважається проривом як для мангаки, так і для всієї індустрії манги . Твір став однією з перших повністю перекладених на англійську мову манг. Вона видавалася під імпринт Epic Comics, що належить Marvel Comics .
Аніме-фільм багатьма критиками вважається одним з найбільших анімаційних і науково-фантастичних творів всіх часів, так само як і важливою віхою в історії японської анімації . Фільм справив значний вплив на популярну культуру по всьому світу, розчистивши шлях для аніме та японської поп-культури на Захід, а також вплинувши на багато роботи в індустрії анімації, коміксів, кіно, музики, телебачення та комп'ютерних іграх .

## Сюжет
6 грудня 1982 року Токіо був знищений ядерним вибухом,  що призвело до початку Третьої світової війни . На руїнах було побудовано нове місто - Нео-Токіо.
Через 38 років, в 2019 році, Третя світова війна закінчена . Мегаполіс Нео-Токіо стоїть на межі заколоту і революції. Консервативний уряд не бажає розуміти серйозність ситуації і лише розганяє мітинги і демонстрації.
В ході війни між підлітковими байкерскими угрупованнями хлопчина Тецуо стикається, втративши керування мотоциклом, з дивною дитиною, шкіра якого суха і синюватого кольору. Це був вкрадений членом антиурядової групи один з піддослідних дітей- «мутантів», чиї неймовірні здібності вже довгий час таємно вивчають вчені і військові. Несподівано до місця аварії прилітають вертольоти і забирають з собою обох. Тим часом військові виявляють, що через контакт з дитиною в молодому байкера почали проявлятися і з величезною швидкістю рости практично не піддаються науці сили, якими володіють досліджувані діти. Вчені і полковник Сікісіма намагаються приборкати і контролювати Тецуо, вони бояться, що катастрофа, яка стерла з лиця землі місто Токіо в 1982 році, повториться знову. Адже на ділі та катастрофа сталася через одного з піддослідних дітей - хлопчика на ім'я Акіра, колишнього сильніше інших і нині заточеного під землею у величезній сталевий сфері, при температурі близькій до абсолютного нуля. І сили Тецуо дуже нагадують здатності Акіри.
Канеда, друг Тецуо, і його команда в сум'ятті, вони не можуть зрозуміти, з якої причини війська забрали хлопця з собою. Канеда об'єднується з Кей, дівчиною-підлітком, що є членом антиурядової терористичної організації і старається звільнити дітей- «мутантів» з лабораторій. Тецуо завдяки новим надсилам тікає сам і звертає свою увагу на залишки лабораторії, яка займалася дослідженням «Акіри». Навколо нього збирається релігійний культ, що поклоняється Акірі.

## Персонажі
Кацухіро Отомо навмисно відмовився від звичного для аніме способу відмінності персонажів за допомогою освітлення їх волосся і розфарбовування в різні кольори. Він намагався зобразити героїв якомога більше схожими на японців, що ускладнює для глядача можливість відрізнити одного героя від іншого .
- Шьотаро Канеда (яп. 金田 正太郎) - лідер байкерської банди і кращий друг Тецуо ще до школи, з часів дитячого притулку.
- Тецуо Сіма (яп. 島 鉄雄) - учасник байкерської банди, очолюваної Канедою, який отримав надсилу і можливості подібні Акірі. Дизайн Тецуо помітно вибивається із загального ряду. Саме на його фігурі зосереджена велика частина емоційної складової твору [13]. Образ цього персонажа надихнув режисера Сінья Цукамото на зйомки кіберпанковой серії фільмів, що почалася з  «Тецуо - залізна людина» в 1989 році [14] .
- Кей (яп. ケイ) - дівчина, яку зустрів Канеда в поліції і виручив. Член антиурядової організації.
- Ямагата (яп. 山形) і Кай (яп. 甲斐) - члени тієї ж байкерської банди, що і Канеда і Тецуо.
- Каорі (яп. カオリ) - дівчина, яка дружить з Тецуо.
- полковник Шікісіма (яп. 敷島 大佐) - керівник таємного проекту з дослідження дітей-«мутантів».
- Кійоко (яп. キヨコ) Такаші (яп. タカシ) і Масару (яп. マサル) - трійка дітей-мутантів, що вивчаються вченими. Носять номери 25, 26 і 27 відповідно.
- Акира (яп. アキラ) - дитина-«мутант», що володіє величезною енергією і найсильнішими парапсихічними та фізичними можливостями. Номер 28.
- «Лікар» (яп. ドクター) - вчений і учасник проекту з дослідження дітей-«мутантів».
- Рю (яп. 竜) - член антиурядової організації.
- Недзу (яп. 根津) - член уряду, який працює на антиурядову організацію.
- Господар бару - господар бару, в якому часто зустрічалися учасники мотобанди Канеда.
- Міяко (яп. ミヤコ) - керівник культу Акіри.

## Медіа

### Манґа
Манга почала видаватися в 1982 році в японському журналі Young Magazine і виходила до липня 1990 року . Повне зібрання об'ємом 2000 сторінках було опубліковано в 6 томах японським видавцем Kodansha  . Вперше опублікована в США в 1988 році видавництвом Epic Comics (підрозділ Marvel Comics ).

### Аніме
Бюджет фільму склав близько 10 млн доларів, що зробило його на той момент найдорожчим у виробництві серед всіх аніме . Прем'єра аніме відбулася 16 липня 1988 року. Збори з показу фільму в кінотеатрах і продажів VHS по всьому світу склали понад 80 млн доларів .
«Акіра» став одним із творів, що викликали різке зростання інтересу до аніме на Заході багато в чому завдяки високій деталізації кадрів і складного і цікавого сюжету . Akira був також першим японським аніме з частотою 24 кадрів в секунду (в 1980-і роки стандартною частотою було 8-12 кадрів) . В процесі його створення широко застосовувалися комп'ютерні спецефекти . Технічне виконання було на рівні ігрового голлівудського кіно свого часу, аніме тримало планку навіть в порівнянні з одним зі своїх ідейних натхненників - «Той, хто біжить по лезу» Рідлі Скотта .

## Популярність і критика

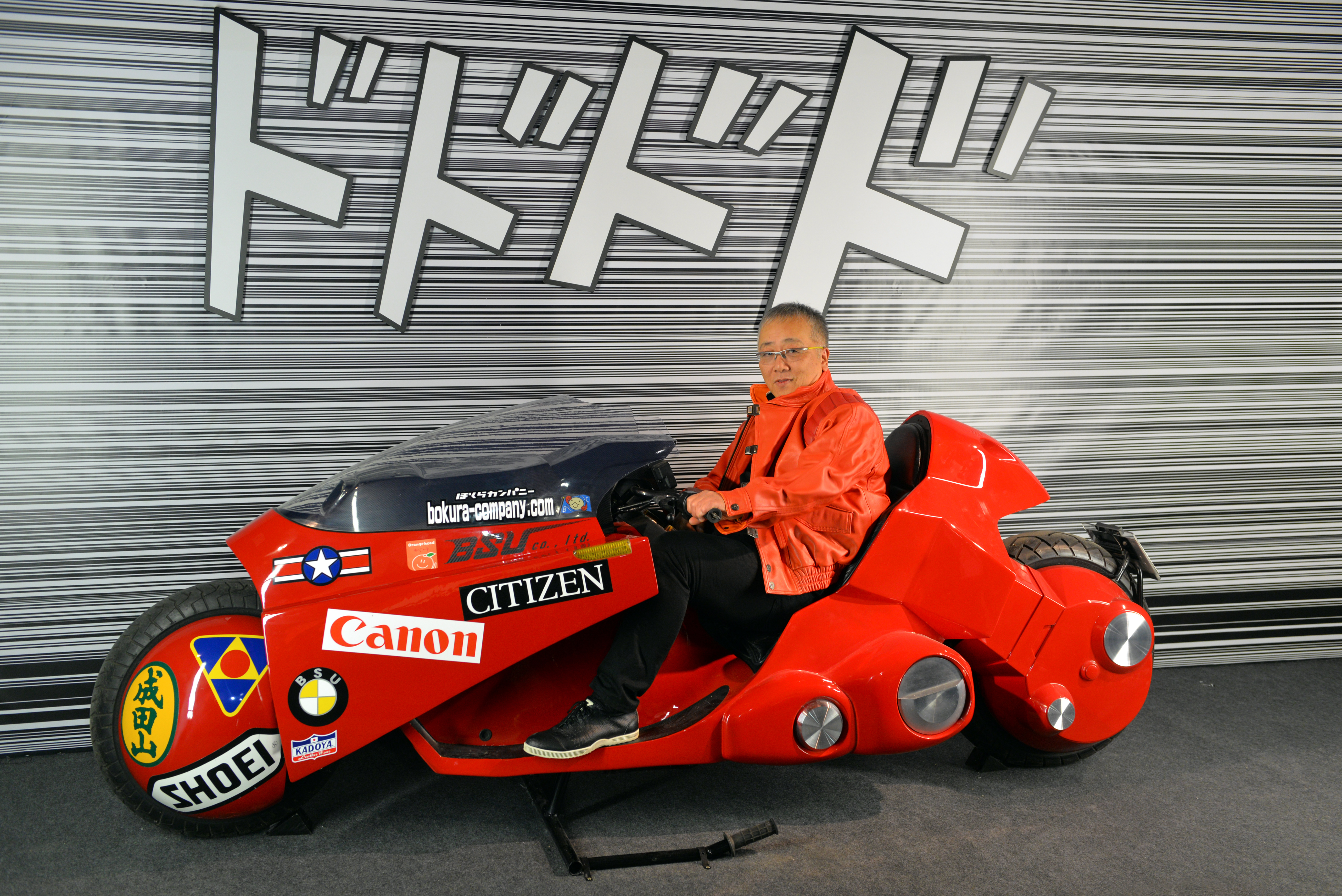
Творець манги і аніме Кацухіро Отомо на репліці мотоцикла Канеди. Міжнародний фестиваль коміксів в Ангулемі, 2016 рік

Завдяки фільму «Акіра» на початку 1990-х років різко зріс інтерес до аніме серед англомовних аудиторії. Популярність фільму за кордоном була навіть вище, ніж в Японії . «Акіра» увійшов до числа найбільш відомих в світі аніме-фільмів .
Критики і дослідники не раз відзначали схожість між фільмами «Акіра» і « Той, що біжить по лезу» . Втім, Джонатан Клементс і Хелен Маккарті уточнили, що в «Акіра» тема кіберпанку простежується не настільки чітко. Вони також згадали наявність відсилань до реальних історичних подій в Японії - діяльності «Загону 731» і Олімпійських ігор, запланованим рік на 1940 рік у Токіо  . Сьюзан Напьєр стверджувала, що саме «Акіра» послужив початком «аніме-буму» в країнах Заходу  . Робін Бреннер порівняла фільм з «культурною бомбою», яка привела до формування стійкої аудиторії шанувальників аніме і манги на території США .

## Нагороди
У 1984 році манга була удостоєна премії видавництва Kodansha в категорії Best General Manga  .
Стів Оліфф був удостоєний премії Гарві за розфарбовування манги в 1991 і 1992 роках . У 1990, 1992, 1993 і 1996 роках твір отримав премію Гарві як «Краще американське видання іноземної роботи»  .